# Tuxing
En astronomie chinoise, Tuxing (chinois : 土星, pinyin : tǔxīng, litt. « étoile de la terre ») est un des noms traditionnels donné à la planète Saturne.

## Référence
- (en) Francis Richard Stephenson et David A. Green, Historical supernovae and their remnants, Oxford, Oxford University Press, 2002, 252 p. (ISBN 0198507666), pages 218 à 222.